# Гарденер, Нико
Нико Гарденер (при рождении Нехе́мье Го́льдингер; 27 января 1906 — 10 декабря 1989) — британский международный игрок в бридж и ведущий преподаватель бриджа в Лондоне и на круизных лайнерах.

## Жизнь
Родился в Риге, тогда входившей в состав Российской империи, в богатой еврейской семье. После Октябрьской революции (1917) его семья переехала на Украину, а затем в Москву, где он выучился на артиста балета. Позже он переехал в Берлин, где изучал языки и историю в Берлинском университете и играл в шахматы. Его отец был банкиром, но в Германии семья стала торговать лесом. Он переехал в Лондон в 1936 году, где начал карьеру в бридже. Нико сменил фамилию на Гарденер в 1948 году после того, как поселился в Лондоне и стал натурализованным гражданином Великобритании.
Гарденер женился и стал отцом Николы Смит (1949 г.р.), которая стала одной из ведущих британских женщин-игроков в бридж периода 1975–1995 годов. Его жена, Пэт Гарденер, урождённая Хайман (ок. 1920–1988), также была международным игроком, участвовала в трёх женских чемпионатах Европы.
Нико основал Лондонскую школу бриджа в 1952 году на Кингс-роуд, Челси, над магазином одежды. Там он руководил обучением бриджу и комнатами для робберного бриджа, где новички могли практиковаться в игре с небольшими ставками. Учителями были одни из лучших игроков в стране, и каждый год обучалось около 2000 учеников. Школа пережила его смерть, но больше не существует. Ещё одним предприятием Нико был бридж-круиз. Каждое лето он принимал гостей на круизном лайнере в путешествие по Средиземному морю. Гарденер говорил на нескольких языках, мог проводить уроки и практику на латышском, русском, немецком, французском, итальянском и английском языках.
Одним из постоянных партнёров Гарденера был выдающийся и плодовитый писатель Виктор Молло, современник, семья которого бежала из России после революции 1917 года. Вместе они выпустили две классические книги.

## Карьера в бридже
Партнёрами Гарденера в соревнованиях по бриджу были некоторые из великих игроков того времени, такие как Педро Хуан, Виктор Молло, Луи Тарло, Иан Маклеод и Адам Мередит. В качестве турнирного игрока он выиграл на World Mixed Teams в 1962 году с Борисом Шапиро, Рикси Маркус и Фрици Гордон. Он выиграл чемпионат Европы дважды из пяти попыток и участвовал в двух турнирах Бермудского кубка (1950 и 1962) и на Олимпиаде 1960 года.
В домашнем бридже он шесть раз выигрывал Золотой кубок, сначала в 1946 году, а в 1953 году — мастер-пары Уоддингтона. Он выиграл турнир Sunday Times Invitational Pairs в 1970 году вместе с Тони Прайдей; в этом престижном турнире участвовали одни из самых опытных партнёров в мире. Он также много лет играл в резиновый бридж в клубе Ледерера и в своей собственной Лондонской школе бриджа.

## Публикации
- Mollo, Victor. Card Play Technique or the Art of Being Lucky / Victor Mollo, Nico Gardener. — 1st. — London : George Newnes Limited, 1955. 381 pages.
- Bridge for Beginners, Mollo and Gardener (Duckworth, 1956), 160 pp. OCLC 59030213; US ed. 1960, A.S. Barnes
- Master Bridge (Macmillan, 1983), 140 pp. – Macmillan in association with Channel 4. OCLC 16595486